# Ahn Jae-hoon
Ahn Jae-hoon (* 1. Februar 1988 in Pohang) ist ein südkoreanischer Fußballspieler.

## Karriere
Ahn Jae-hoon erlernte das Fußballspielen in der Jugendmannschaft der Pohang Steelers sowie in der Universitätsmannschaft der Konkuk University. Seinen ersten Vertrag unterschrieb er 2011 bei Daegu FC. Das Fußballfranchise aus Daegu spielte in der ersten Liga des Landes, der K League 1. Bei dem Verein stand er bis 2015 unter Vertrag. Von Juli 2013 bis Dezember 2013 wurde er an den Zweitligisten Suwon FC nach Suwon ausgeliehen. 2014 bis 2015 spielte er bei Sangju Sangmu FC in Sangju. Zu den Spielern des Vereins zählen südkoreanische Profifußballer, die ihren zweijährigen Militärdienst ableisten. 2016 ging er nach Thailand. Hier unterschrieb er einen Vertrag beim Super Power Samut Prakan FC. Der Verein aus Samut Prakan spielte in der ersten Liga, der Thai Premier League. In der Hinrunde absolvierte er fünf Erstligaspiele. Nach der Hinrunde kehrte er in sein Heimatland zurück, wo er sich dem Cheonan City FC anschloss. Mit dem Klub aus Cheonan spielte er in der damaligen dritten Liga, der Korea National League. 2017 nahm ihn sein ehemaliger Verein Suwon FC wieder unter Vertrag. Die zweite Jahreshälfte wurde er an den Ligakonkurrenten Seoul E-Land FC nach Seoul ausgeliehen. Von 2018 bis 2019 stand er wieder für Cheonan City FC auf dem Spielfeld. Anfang 2020 wurde er vom Drittligisten Busan Transportation Corporation FC aus Busan verpflichtet.